# Loop-Bauweise

Loop-Bauweise (rechte Bildhälfte)

Loop-Bauweise oder auch Loop-System bezeichnet eine Bauweise des schnellen Brutreaktors (Schneller Brüter). Hierbei ist eine räumliche Trennung von Primärkreis, Pumpen und Wärmetauschern gegeben.
Die im schnellen Brüter erzeugte Wärme wird über einen Zwischenwärmetauscher an die Dampferzeuger weitergeleitet.